# Tropano
Il tropano è un composto eterociclico azotato. È principalmente conosciuto per un gruppo di alcaloidi (alcaloidi tropanici) che derivano da esso, tra i quali atropina e cocaina. Il tropinone, il corrispondente chetone del tropano, è il precursore sintetico di entrambi i composti. I tropan-alcaloidi sono presenti in natura nelle piante delle famiglie Erythroxylaceae (che includono la coca) e Solanaceae (che includono mandragora, giusquiamo nero, atropa belladonna, datura, patata, pomodoro).

## Struttura chimica
La base della struttura del tropano è rappresentata da una molecola di piperidina i cui atomi di carbonio C1 e C5 sono legati da un ponte azotato. La struttura del tropano può anche essere interpretata come un ciclo di pirrolidina i cui atomi di carbonio C1 e C4 sono legati tramite un ponte propilico. In entrambi i casi si deve aggiunge un gruppo metile sull'atomo di azoto (l'atomo numero 8 del ciclo). Senza questo gruppo si ricava il nortropano.

Confronto tra le strutture della pirrolidina, del nortropano e della piperidina

La molecola possiede due centri stereogenici, gli atomi di carbonio asimmetrici C1 e C5, che sono bloccati in una conformazione (R,S) a causa delle costrizioni geometriche del biciclo. Tuttavia la molecola rappresenta un composto meso e pertanto non è otticamente attiva.